# Metaleptobasis fernandezi
Metaleptobasis fernandezi är en trollsländeart som beskrevs av Racenis 1955. Metaleptobasis fernandezi ingår i släktet Metaleptobasis och familjen dammflicksländor. Inga underarter finns listade i Catalogue of Life.